# Meulers
Meulers – miejscowość i gmina we Francji, w regionie Normandia, w departamencie Sekwana Nadmorska.
Według danych na rok 1990 gminę zamieszkiwało 395 osób, a gęstość zaludnienia wynosiła 59 osób/km² (wśród 1421 gmin Górnej Normandii. Powierzchnia wynosi 6,69 km². Meulers plasuje się na 533. miejscu pod względem liczby ludności, natomiast pod względem powierzchni na miejscu 556.).